# دوست بزرگ
دوست بزرگ کتابی از بابک صابری با تصویرگری مهرداد زائری است که در سال ۱۳۹۴ از سوی نشر کتاب نیستان منتشر و در سال ۲۰۱۶ در فهرست کلاغ سفید قرار گرفت.